# Wahlergebnisse des Referendums über den Verbleib des Vereinigten Königreichs in der Europäischen Union

Karte mit aktualisierten Ergebnissen der einzelnen Wahlbezirke

Wahlergebnisse des Referendums über den Verbleib des Vereinigten Königreichs in der Europäischen Union.
- Für einen EU-Austritt stimmten 51,9 % der Wähler (etwa 17,4 Millionen bzw. 37,4 % der wahlberechtigten Bürger).
- Für einen Verbleib in der EU stimmten 48,1 % (etwa 16,1 Millionen bzw. 34,6 % der wahlberechtigten Bürger).[1]

Die Wahlbeteiligung betrug 72,2 %.

## Ergebnisse

### Registrierte Wähler und Wahlbeteiligung
Wahlberechtigt waren etwa 46,5 Millionen Bürger des Vereinigten Königreichs, Irlands und des Commonwealth, sofern sie in Großbritannien, Nordirland oder Gibraltar leben.
Am 21. Juni 2016, zwei Tage vor der Abstimmung, gab die britische Wahlkommission (Electoral Commission) die Zahl der Wähler bekannt, die sich bis zum 9. Juni 2016 (dem Ausschlusstermin) für die Wahl registriert hatten. Insgesamt waren 46.475.420 Wahlberechtigte in die Wahlregister eingetragen, mehr als zwei Millionen Wähler mehr als bei der letzten Unterhauswahl 2015 (damals 44.441.081) und die größte Zahl an Wählern in der Geschichte britischer Wahlen.
Abgestimmt haben 33.578.016 Wähler, die Wahlbeteiligung betrug damit 72,2 %. Abzüglich 26.033 ungültiger Stimmen wurden dann 33.551.983 Stimmen ausgewertet.
Nach dem Referendum befragte die jährlich abgehaltene British Social Attitudes survey die Öffentlichkeit zu ihrem Wahlverhalten. Die Befragungen fanden hauptsächlich zwischen Juli und Oktober 2016 statt, und die Befragten wurden in drei Altersklassen unterteilt (18–34, 35–64 and >65). Die Befragung offenbarte, dass die Wahlbeteiligung bei den älteren Wählerklassen höher war, und zwar  64 %, 80 % und 89 % respektive. Diese altersabhängigen Unterschiede sind auch typisch für vorherige britische Wahlen und Abstimmungen. Nichtsdestotrotz stieg bei den jungen Wählern die Wahlbeteiligung dramatisch um 31 % im Vergleich zum Referendum des Jahres 2011, während die Wahlbeteiligung bei den beiden älteren Wählerklassen mit 26 % und 21 % Anstiegsraten weniger stark zunahm.
| Landesteil | Wahlberechtigte | Gültige Stimmen | Gültige Stimmen |
| ---------- | --------------- | --------------- | --------------- |
| England    | 38.956.824      | 28.415.402      | 72,9 %          |
| Schottland | 3.988.492       | 2.679.513       | 67,2 %          |
| Wales      | 2.270.743       | 1.626.719       | 71,6 %          |
| Nordirland | 1.260.955       | 790.149         | 62,7 %          |
| Gibraltar  | 24.117          | 20.145          | 83,5 %          |
| Summe      | 46.499.537      | 33.551.983      | 72,2 %          |

| Alter | Beteiligung |
| ----- | ----------- |
| 18–34 | 64 %        |
| 35–64 | 80 %        |
| >65   | 89 %        |

### Vereinigtes Königreich

#### Gesamtergebnis
| Abstimmung für                       | Stimmen    | Prozent |
| ------------------------------------ | ---------- | ------- |
| Verbleib in der EU                   | 16.141.241 | 48,11   |
| Austritt aus der EU                  | 17.410.742 | 51,89   |
| Gültige Stimmen                      | 33.551.983 | 99,92   |
| Ungültige Stimmen, leere Stimmzettel | 26.033     | 0,08    |
| Stimmen Gesamt                       | 33.578.016 | 100,00  |
| Registrierte Wähler und Beteiligung  | 46.499.537 | 72,21   |

#### Ergebnisse nach Ländern
| Landesteil | Beteiligung (%) | Verbleib in EU | Verbleib in EU | Austritt aus EU | Austritt aus EU |
| Landesteil | Beteiligung (%) | Zahl           | %              | Zahl            | %               |
| ---------- | --------------- | -------------- | -------------- | --------------- | --------------- |
| England    | 73,0            | 13.266.996     | 46,6           | 15.188.406      | 53,4            |
| Schottland | 67,2            | 1.661.191      | 62,0           | 1.018.322       | 38,0            |
| Wales      | 71,7            | 772.347        | 47,5           | 854.372         | 52,5            |
| Nordirland | 62,7            | 440.707        | 55,8           | 349.442         | 44,2            |
| Gibraltar  | 83,5            | 19.322         | 95,9           | 823             | 4,1             |
| Gesamt     | 72,21           | 16.141.241     | 48,11          | 17.410.742      | 51,89           |

#### Ergebnisse nach Regionen des Vereinigten Königreichs

Abstimmungsergebnisse beim Referendum nach Regionen

| Region                           | Beteiligung | pro EU    | pro Brexit | pro EU % | pro Brexit % |
| -------------------------------- | ----------- | --------- | ---------- | -------- | ------------ |
| East Midlands                    | 74,2        | 1.033.036 | 1.475.479  | 41,18    | 58,82        |
| East of England                  | 75,7        | 1.448.616 | 1.880.367  | 43,52    | 56,48        |
| London                           | 69,7        | 2.263.519 | 1.513.232  | 59,93    | 40,07        |
| North East England               | 69,3        | 562.595   | 778.103    | 41,96    | 58,04        |
| North West England               | 70,0        | 1.699.020 | 1.966.925  | 46,35    | 53,65        |
| Nordirland                       | 62,7        | 440.707   | 349.442    | 55,78    | 44,22        |
| Schottland                       | 67,2        | 1.661.191 | 1.018.322  | 62,00    | 38,00        |
| South East England               | 76,8        | 2.391.718 | 2.567.965  | 48,22    | 51,78        |
| South West England und Gibraltar | 76,7        | 1.503.019 | 1.669.711  | 47,37    | 52,63        |
| Wales                            | 71,7        | 772.347   | 854.572    | 47,47    | 52,53        |
| West Midlands                    | 72,0        | 1.207.175 | 1.755.687  | 40,74    | 59,26        |
| Yorkshire and the Humber         | 70,7        | 1.158.298 | 1.580.937  | 42,29    | 57,71        |

### England
Die neun Abstimmungsregionen von England entsprechen denen, die für die Wahl zum Europäischen Parlament verwendet werden.
| Land    | Beteiligung | Stimmen    | Stimmen    | Prozent | Prozent    |
| Land    | Beteiligung | pro EU     | pro Brexit | pro EU  | pro Brexit |
| ------- | ----------- | ---------- | ---------- | ------- | ---------- |
| England | 73,0        | 13.266.996 | 15.188.406 | 46,6    | 53,4       |

#### East Midlands
| Region        | Beteiligung | Stimmen   | Stimmen    | Prozent | Prozent    |
| Region        | Beteiligung | pro EU    | pro Brexit | pro EU  | pro Brexit |
| ------------- | ----------- | --------- | ---------- | ------- | ---------- |
| East Midlands | 74,2        | 1.033.036 | 1.475.479  | 41,2    | 58,8       |

Ergebnisse in der Region East Midlands:

Die Region East Midlands ist in 40 Stimmbezirke unterteilt.
| Distrikt                  | Beteiligung | Stimmen | Stimmen    | Prozent | Prozent    |
| Distrikt                  | Beteiligung | pro EU  | pro Brexit | pro EU  | pro Brexit |
| ------------------------- | ----------- | ------- | ---------- | ------- | ---------- |
| Amber Valley              | 76,3        | 29.319  | 44.501     | 39,7    | 60,3       |
| Ashfield                  | 72,8        | 20.179  | 46.720     | 30,2    | 69,8       |
| Bassetlaw                 | 74,8        | 20.575  | 43.392     | 32,2    | 67,8       |
| Blaby                     | 76,5        | 33.583  | 22.888     | 40,5    | 59,5       |
| Bolsover                  | 72,3        | 12.242  | 29.730     | 29,2    | 70,8       |
| Boston                    | 77,2        | 7.430   | 22.974     | 24,4    | 75,6       |
| Broxtowe                  | 78,3        | 29.672  | 35.754     | 45,4    | 54,6       |
| Charnwood                 | 70,4        | 43.500  | 50.672     | 46,2    | 53,8       |
| Chesterfield              | 71,9        | 22.946  | 34.478     | 40,0    | 60,0       |
| Corby                     | 74,1        | 11.470  | 20.611     | 35,8    | 64,2       |
| Daventry                  | 80,9        | 20.443  | 28.938     | 41,4    | 58,6       |
| Derby                     | 70,5        | 51.612  | 69.043     | 42,8    | 57,2       |
| Derbyshire Dales          | 81,9        | 22.633  | 24.095     | 48,4    | 51,6       |
| East Lindsey              | 74,9        | 23.515  | 56.613     | 29,3    | 70,7       |
| East Northamptonshire     | 76,9        | 21.680  | 30.894     | 41,2    | 58,8       |
| Erewash                   | 76,0        | 25.791  | 40.739     | 38,8    | 61,2       |
| Gedling                   | 76,5        | 30.035  | 37.542     | 44,4    | 55,6       |
| High Peak                 | 75,6        | 27.116  | 27.717     | 49,5    | 50,5       |
| Harborough                | 81,4        | 27.028  | 27.850     | 49,3    | 50,7       |
| Hinckley and Bosworth     | 76,7        | 25.969  | 39.501     | 39,7    | 60,3       |
| Kettering                 | 76,4        | 21.030  | 32.877     | 39,0    | 61,0       |
| Leicester                 | 65,0        | 70.980  | 67.992     | 51,1    | 48,9       |
| Lincoln                   | 69,3        | 18.902  | 24.992     | 43,1    | 56,9       |
| Mansfield                 | 72,6        | 16.417  | 39.927     | 29,1    | 70,9       |
| Melton                    | 81,3        | 12.695  | 17.610     | 41,9    | 58,1       |
| Newark and Sherwood       | 76,8        | 26.571  | 40.516     | 39,6    | 60,4       |
| North East Derbyshire     | 75,2        | 22.075  | 37.235     | 37,2    | 62,8       |
| Northampton               | 72,6        | 43.805  | 61.454     | 41,6    | 58,4       |
| North Kesteven            | 78,4        | 25.570  | 42.183     | 37,7    | 62,3       |
| North West Leicestershire | 77,9        | 22.642  | 34.969     | 39,3    | 60,7       |
| Nottingham                | 61,8        | 59.318  | 61.343     | 49,2    | 50,8       |
| Oadby and Wigston         | 73,7        | 14.292  | 17.173     | 45,4    | 54,6       |
| Rushcliffe                | 78,1        | 11.353  | 11.613     | 49,4    | 50,6       |
| Rutland                   | 78,1        | 11.353  | 11.613     | 49,4    | 50,6       |
| South Derbyshire          | 76,8        | 22.479  | 34.216     | 39,6    | 60,4       |
| South Holland             | 75,3        | 13.074  | 36.423     | 26,4    | 73,6       |
| South Kesteven            | 78,2        | 33.047  | 49.424     | 40,1    | 59,9       |
| South Northamptonshire    | 79,4        | 25.853  | 30.771     | 45,7    | 54,3       |
| Wellingborough            | 75,4        | 15.462  | 25.679     | 37,6    | 62,4       |
| West Lindsey              | 74,5        | 20.906  | 33.847     | 38,2    | 61,8       |

#### East of England
| Region          | Beteiligung | Stimmen   | Stimmen    | Prozent | Prozent    |
| Region          | Beteiligung | pro EU    | pro Brexit | pro EU  | pro Brexit |
| --------------- | ----------- | --------- | ---------- | ------- | ---------- |
| East of England | 75,7        | 1.448.616 | 1.880.367  | 43,5    | 56,5       |

Ergebnisse in der Region East of England:

Die Region East of England (Ostengland) zerfällt in 47 Stimmbezirke.
| Bezirk                       | Beteiligung | Stimmen | Stimmen    | Prozent | Prozent    |
| Bezirk                       | Beteiligung | pro EU  | pro Brexit | pro EU  | pro Brexit |
| ---------------------------- | ----------- | ------- | ---------- | ------- | ---------- |
| Babergh                      | 78,2        | 25.309  | 29.933     | 45,8    | 54,2       |
| Basildon                     | 73,8        | 30.748  | 67.251     | 31,4    | 68,6       |
| Bedford                      | 72,1        | 41.497  | 44.569     | 48,2    | 51,8       |
| Braintree                    | 76,6        | 33.523  | 52.713     | 38,9    | 61,1       |
| Breckland                    | 74,3        | 26.313  | 47.235     | 35,8    | 64,2       |
| Brentwood                    | 79,5        | 19.077  | 27.627     | 40,8    | 59,2       |
| Broadland                    | 78,3        | 35.469  | 42.268     | 45,6    | 54,4       |
| Broxbourne                   | 73,7        | 17.166  | 33.706     | 33,7    | 66,3       |
| Cambridge                    | 72,2        | 42.682  | 15.117     | 73,8    | 25,2       |
| Castle Point                 | 75,3        | 14.154  | 37.691     | 27,3    | 72,7       |
| Central Bedfordshire         | 77,8        | 69.670  | 89.134     | 43,9    | 56,1       |
| Chelmsford                   | 77,6        | 47.545  | 53.249     | 47,2    | 52,8       |
| Colchester                   | 75,1        | 44.414  | 51.305     | 46,4    | 53,6       |
| Dacorum                      | 79,1        | 42.542  | 43.702     | 49,3    | 50,7       |
| East Cambridgeshire          | 77,0        | 23.599  | 24.487     | 49,1    | 50,9       |
| East Hertfordshire           | 80,3        | 42.372  | 42.994     | 49,6    | 50,4       |
| Epping Forest                | 76,8        | 28.676  | 48.176     | 37,3    | 62,7       |
| Fenland                      | 73,7        | 15.055  | 37.571     | 28,6    | 71,4       |
| Forest Heath                 | 72,5        | 9.791   | 18.160     | 35,0    | 65,0       |
| Great Yarmouth               | 69,0        | 14.284  | 35.844     | 28,5    | 71,5       |
| Harlow                       | 73,5        | 13.867  | 29.602     | 31,9    | 68,1       |
| Hertsmere                    | 76,6        | 27.593  | 28.532     | 49,2    | 50,8       |
| Huntingdonshire              | 77,8        | 45.729  | 54.198     | 45,8    | 54,2       |
| Ipswich                      | 72,5        | 27.698  | 38.655     | 41,7    | 58,3       |
| King’s Lynn and West Norfolk | 74,7        | 28.587  | 56.493     | 33,6    | 66,4       |
| Luton                        | 66,2        | 36.708  | 47.773     | 43,5    | 56,5       |
| Maldon                       | 79,1        | 14.529  | 24.302     | 37,4    | 62,6       |
| Mid Suffolk                  | 78,1        | 27.391  | 33.794     | 44,8    | 55,2       |
| North Hertfordshire          | 78,2        | 42.234  | 35.438     | 54,4    | 45,6       |
| North Norfolk                | 76,8        | 26.214  | 37.576     | 41,1    | 58,9       |
| Norwich                      | 69,1        | 37.326  | 29.040     | 56,2    | 43,8       |
| Peterborough                 | 72,3        | 34.176  | 53.216     | 39,1    | 60,9       |
| Rochford                     | 78,8        | 17.510  | 34.937     | 33,4    | 66,6       |
| South Cambridgeshire         | 81,2        | 56.128  | 37.061     | 60,2    | 39,8       |
| Southend-on-Sea              | 72,8        | 39.348  | 54.522     | 41,9    | 58,1       |
| South Norfolk                | 78,5        | 38.817  | 41.541     | 48,3    | 51,7       |
| St Albans                    | 82,4        | 54.208  | 32.237     | 62,7    | 37,3       |
| St. Edmundsbury              | 76,7        | 26.986  | 35.224     | 43,4    | 56,6       |
| Stevenage                    | 73,7        | 18.659  | 27.126     | 40,8    | 59,2       |
| Suffolk Coastal              | 80,6        | 37.218  | 41.966     | 47,0    | 53,0       |
| Tendring                     | 74,4        | 25.210  | 57.447     | 30,5    | 69,5       |
| Three Rivers                 | 78,4        | 25.751  | 27.097     | 48,7    | 51,3       |
| Thurrock                     | 72,7        | 22.151  | 57.765     | 27,7    | 72,3       |
| Uttlesford                   | 80,2        | 25.619  | 26.324     | 49,3    | 50,7       |
| Watford                      | 71,6        | 23.167  | 23.419     | 49,7    | 50,3       |
| Waveney                      | 72,6        | 24.356  | 41.290     | 37,1    | 62,9       |
| Welwyn Hatfield              | 75,0        | 27.550  | 31.060     | 47,0    | 53,0       |

#### Greater London
| Region         | Beteiligung | Stimmen   | Stimmen    | Prozent | Prozent    |
| Region         | Beteiligung | pro EU    | pro Brexit | pro EU  | pro Brexit |
| -------------- | ----------- | --------- | ---------- | ------- | ---------- |
| Greater London | 69,7        | 2.263.519 | 1.513.232  | 59,9    | 40,1       |

Ergebnisse in der Region London:

Die Region Greater London (Groß-London) zerfällt in 33 Stimmbezirke.
| Bezirk                 | Beteiligung | Stimmen | Stimmen    | Prozent | Prozent    |
| Bezirk                 | Beteiligung | pro EU  | pro Brexit | pro EU  | pro Brexit |
| ---------------------- | ----------- | ------- | ---------- | ------- | ---------- |
| Barking and Dagenham   | 63,8        | 27.750  | 46.130     | 37,6    | 62,4       |
| Barnet                 | 72,1        | 100.210 | 60.823     | 62,2    | 37,8       |
| Bexley                 | 75,2        | 47.603  | 80.886     | 37,0    | 63,0       |
| Brent                  | 65,0        | 72.523  | 48.881     | 59,7    | 40,3       |
| Bromley                | 78,8        | 92.398  | 90.034     | 50,6    | 49,4       |
| Camden                 | 65,4        | 71.295  | 23.838     | 74,9    | 25,1       |
| City of London         | 73,5        | 3.312   | 1.087      | 75,3    | 24,7       |
| City of Westminster    | 64,9        | 53.928  | 24.268     | 69,0    | 31,0       |
| Croydon                | 69,8        | 92.913  | 78.221     | 54,3    | 45,7       |
| Ealing                 | 70,0        | 90.024  | 59.017     | 60,4    | 39,6       |
| Enfield                | 69,0        | 76.425  | 60.481     | 55,8    | 44,2       |
| Greenwich              | 69,5        | 65.248  | 52.117     | 55,6    | 44,4       |
| Hackney                | 65,1        | 83.398  | 22.868     | 78,5    | 21,5       |
| Haringey               | 70,5        | 79.991  | 25.855     | 75,6    | 24,4       |
| Harrow                 | 72,2        | 64.042  | 53.183     | 54,6    | 45,4       |
| Hammersmith and Fulham | 69,9        | 56.188  | 24.054     | 70,0    | 30,0       |
| Havering               | 76,0        | 42.201  | 96.885     | 30,3    | 69,7       |
| Hillingdon             | 68,9        | 58.040  | 74.982     | 43,6    | 56,4       |
| Hounslow               | 69,7        | 58.755  | 56.321     | 51,1    | 48,9       |
| Islington              | 70,3        | 76.420  | 25.180     | 75,2    | 24,8       |
| Kensington and Chelsea | 65,9        | 37.601  | 17.138     | 68,7    | 31,3       |
| Kingston upon Thames   | 78,3        | 52.533  | 32.737     | 61,6    | 38,4       |
| Lambeth                | 67,3        | 111.584 | 30.340     | 78,6    | 21,4       |
| Lewisham               | 63,0        | 86.995  | 37.518     | 69,9    | 30,1       |
| Merton                 | 73,4        | 63.003  | 37.097     | 62,9    | 37,1       |
| Newham                 | 59,2        | 55.328  | 49.371     | 52,8    | 47,2       |
| Redbridge              | 67,5        | 69.213  | 59.020     | 54,0    | 46,0       |
| Richmond upon Thames   | 82,0        | 75.396  | 33.410     | 69,3    | 30,7       |
| Southwark              | 66,1        | 94.293  | 35.209     | 72,8    | 27,2       |
| Sutton                 | 76,0        | 49.319  | 57.241     | 46,3    | 53,7       |
| Tower Hamlets          | 64,5        | 73.011  | 35.224     | 67,5    | 32,5       |
| Waltham Forest         | 66,6        | 64.156  | 44.395     | 59,1    | 40,9       |
| Wandsworth             | 71,9        | 118.463 | 39.421     | 75,0    | 25,0       |

#### North East England
| Region             | Beteiligung | Stimmen | Stimmen    | Prozent | Prozent    |
| Region             | Beteiligung | pro EU  | pro Brexit | pro EU  | pro Brexit |
| ------------------ | ----------- | ------- | ---------- | ------- | ---------- |
| North East England | 69,3        | 562.595 | 778.103    | 42,0    | 58,0       |

Ergebnisse in der Region North East England:

Die Region North East England (Nordostengland) ist in 12 Stimmbezirke unterteilt.
| Bezirk               | Beteiligung | Stimmen | Stimmen    | Prozent | Prozent    |
| Bezirk               | Beteiligung | pro EU  | pro Brexit | pro EU  | pro Brexit |
| -------------------- | ----------- | ------- | ---------- | ------- | ---------- |
| Darlington           | 71,0        | 24.172  | 30.994     | 43,8    | 56,2       |
| County Durham        | 68,7        | 113.521 | 153.877    | 42,5    | 57,5       |
| Gateshead            | 70,6        | 44.429  | 58.529     | 43,2    | 57,8       |
| Hartlepool           | 65,5        | 14.029  | 32.071     | 30,4    | 69,6       |
| Middlesbrough        | 64,9        | 21.181  | 40.177     | 34,5    | 65,5       |
| Newcastle upon Tyne  | 67,6        | 65.405  | 63.598     | 50,7    | 49,3       |
| North Tyneside       | 72,3        | 52.873  | 60.589     | 46,6    | 53,4       |
| Northumberland       | 74,3        | 82.022  | 96.699     | 45,9    | 54,1       |
| Redcar and Cleveland | 70,2        | 24.586  | 48.128     | 33,8    | 66,2       |
| South Tyneside       | 68,2        | 30.014  | 49.065     | 38,0    | 62,0       |
| Stockton-on-Tees     | 71,0        | 38.433  | 61.982     | 38,3    | 61,7       |
| Sunderland           | 64,8        | 51.930  | 82.394     | 38,7    | 61,3       |

#### North West England
| Region             | Beteiligung | Stimmen   | Stimmen    | Prozent | Prozent    |
| Region             | Beteiligung | pro EU    | pro Brexit | pro EU  | pro Brexit |
| ------------------ | ----------- | --------- | ---------- | ------- | ---------- |
| North West England | 70          | 1.699.020 | 1.966.625  | 46,35   | 53,75      |

Ergebnisse in der Region North West England:

Die Region North West England zerfällt in 39 Stimmbezirke.
| Bezirk                    | Beteiligung | Stimmen | Stimmen    | Prozent | Prozent    |
| Bezirk                    | Beteiligung | pro EU  | pro Brexit | pro EU  | pro Brexit |
| ------------------------- | ----------- | ------- | ---------- | ------- | ---------- |
| Allerdale                 | 72,9        | 22.429  | 31.809     | 41,4    | 58,6       |
| Barrow-in-Furness         | 67,8        | 14.207  | 21.867     | 39,4    | 60,6       |
| Blackburn with Darwen     | 65,2        | 28.522  | 36.799     | 43,7    | 56,3       |
| Blackpool                 | 65,4        | 21.781  | 45.146     | 32,5    | 67,5       |
| Bolton                    | 70,1        | 57.589  | 80.491     | 41,7    | 58,3       |
| Burnley                   | 67,2        | 14.462  | 28.854     | 33,4    | 66,6       |
| Bury                      | 71,3        | 46.354  | 54.674     | 45,9    | 54,1       |
| Carlisle                  | 74,5        | 23.788  | 35.895     | 39,9    | 60,1       |
| Cheshire East             | 77,3        | 107.962 | 113.163    | 48,8    | 51,2       |
| Cheshire West and Chester | 74,5        | 95.455  | 98.082     | 49,3    | 50,7       |
| Chorley                   | 75,5        | 27.417  | 36.098     | 43,2    | 56,8       |
| Copeland                  | 70,0        | 14.419  | 23.528     | 38,0    | 62,0       |
| Eden                      | 75,7        | 14.807  | 16.911     | 46,7    | 53,3       |
| Fylde                     | 75,5        | 19.889  | 26.317     | 43,0    | 57,0       |
| Halton                    | 68,2        | 27.678  | 37.327     | 42,6    | 57,4       |
| Hyndburn                  | 64,7        | 13.569  | 26.568     | 33,8    | 66,2       |
| Knowsley                  | 63,5        | 34.345  | 36.558     | 48,4    | 51,6       |
| Lancaster                 | 72,6        | 35.732  | 37.309     | 48,9    | 51,1       |
| Liverpool                 | 64,0        | 118.453 | 85.101     | 58,2    | 41,8       |
| Manchester                | 59,7        | 121.823 | 79.991     | 60,4    | 39,6       |
| Oldham                    | 67,9        | 42.034  | 65.369     | 39,1    | 60,9       |
| Pendle                    | 70,2        | 16.704  | 28.631     | 36,8    | 67,2       |
| Preston                   | 68,7        | 30.227  | 34.518     | 46,7    | 53,3       |
| Ribble Valley             | 79,0        | 15.892  | 20.550     | 43,6    | 56,4       |
| Rochdale                  | 65,9        | 41.217  | 62.014     | 39,9    | 60,1       |
| Rossendale                | 72,4        | 15.012  | 23.169     | 39,3    | 60,7       |
| Salford                   | 63,2        | 47.430  | 62.385     | 43,2    | 56,8       |
| Sefton                    | 71,7        | 76.702  | 71.176     | 51,9    | 48,1       |
| South Lakeland            | 79,7        | 34.531  | 30.800     | 52,9    | 47,1       |
| South Ribble              | 75,3        | 26.406  | 37.318     | 41,4    | 58,6       |
| St. Helens                | 68,8        | 39.332  | 54.357     | 42,0    | 58,0       |
| Stockport                 | 74,9        | 85.559  | 77.930     | 52,5    | 47,5       |
| Tameside                  | 66,0        | 43.118  | 67.829     | 38,9    | 61,1       |
| Trafford                  | 75,8        | 72.293  | 53.018     | 57,7    | 42,3       |
| Warrington                | 73,3        | 52.657  | 62.487     | 45,7    | 54,3       |
| West Lancashire           | 74,4        | 28.546  | 35.323     | 44,7    | 55,3       |
| Wigan                     | 69,2        | 58.942  | 104.331    | 36,1    | 63,9       |
| Wirral                    | 70,9        | 88.931  | 83.069     | 51,7    | 48,3       |
| Wyre                      | 74,6        | 22.816  | 40.163     | 36,2    | 63,8       |

#### South East England
| Region             | Beteiligung | Stimmen   | Stimmen    | Prozent | Prozent    |
| Region             | Beteiligung | pro EU    | pro Brexit | pro EU  | pro Brexit |
| ------------------ | ----------- | --------- | ---------- | ------- | ---------- |
| South East England | 76,8        | 2.391.718 | 2.567.965  | 48,2    | 51,8       |

Ergebnisse in der Region South East England:

Die Region South East England (Südostengland) zerfällt in 67 Stimmbezirke.
| Bezirk                 | Beteiligung | Stimmen | Stimmen    | Prozent | Prozent    |
| Bezirk                 | Beteiligung | pro EU  | pro Brexit | pro EU  | pro Brexit |
| ---------------------- | ----------- | ------- | ---------- | ------- | ---------- |
| Adur                   | 76,4        | 16.914  | 20.315     | 45,4    | 54,6       |
| Arun                   | 77,8        | 34.193  | 56.936     | 37,5    | 62,5       |
| Ashford                | 77,1        | 28.314  | 41.472     | 40,6    | 59,4       |
| Aylesbury Vale         | 78,4        | 52.877  | 53.956     | 50,5    | 49,5       |
| Basingstoke and Deane  | 78,0        | 48.257  | 52.071     | 48,1    | 51,9       |
| Bracknell Forest       | 76,1        | 29.888  | 35.002     | 46,1    | 53,9       |
| Brighton and Hove      | 74,0        | 100.648 | 46.027     | 68,6    | 31,4       |
| Canterbury             | 75,0        | 40.169  | 41.879     | 49,0    | 51,0       |
| Cherwell               | 75,5        | 40.668  | 41.168     | 49,7    | 50,3       |
| Chichester             | 77,8        | 35.011  | 36.326     | 49,1    | 50,9       |
| Chiltern               | 83,5        | 32.241  | 26.363     | 55,0    | 45,0       |
| Crawley                | 73,2        | 22.388  | 31.447     | 41,6    | 58,4       |
| Dartford               | 75,5        | 19.985  | 35.870     | 35,8    | 64,2       |
| Dover                  | 76,5        | 24.606  | 40.410     | 37,8    | 62,2       |
| Eastbourne             | 74,7        | 22.845  | 30.700     | 42,7    | 57,3       |
| Eastleigh              | 78,2        | 36.172  | 39.902     | 47,5    | 52,5       |
| East Hampshire         | 81,6        | 37.346  | 36.576     | 50,5    | 49,5       |
| Elmbridge              | 78,1        | 45.841  | 31.162     | 59,5    | 40,5       |
| Epsom and Ewell        | 80,4        | 23.596  | 21.707     | 52,1    | 47,9       |
| Fareham                | 79,6        | 32.210  | 39.525     | 44,9    | 55,1       |
| Gosport                | 73,5        | 16.671  | 29.456     | 36,1    | 63,9       |
| Gravesham              | 74,9        | 18.876  | 35.643     | 34,6    | 65,4       |
| Guildford              | 76,9        | 44.155  | 34.458     | 56,2    | 43,8       |
| Hart                   | 82,6        | 30.282  | 27.513     | 52,4    | 47,6       |
| Hastings               | 71,6        | 20.011  | 24.339     | 45,1    | 54,9       |
| Havant                 | 74,1        | 26.582  | 44.047     | 37,6    | 62,4       |
| Horsham                | 81,6        | 43.785  | 41.303     | 51,5    | 48,5       |
| Isle of Wight          | 72,3        | 30.207  | 49.173     | 38,1    | 61,9       |
| Lewes                  | 77,8        | 30.974  | 28.508     | 52,1    | 47,9       |
| Maidstone              | 76,0        | 36.762  | 52.365     | 41,2    | 58,8       |
| Medway                 | 72,1        | 49.889  | 88.997     | 35,9    | 64,1       |
| Mid Sussex             | 80,7        | 46.471  | 41.057     | 53,1    | 46,9       |
| Milton Keynes          | 73,6        | 63.393  | 67.063     | 48,6    | 51,4       |
| Mole Valley            | 82,1        | 29.088  | 25.708     | 53,1    | 46,9       |
| New Forest             | 79,2        | 47.199  | 64.541     | 42,2    | 57,8       |
| Oxford                 | 72,3        | 49.424  | 20.913     | 70,3    | 29,7       |
| Portsmouth             | 70,3        | 41.384  | 57.336     | 41,9    | 58,1       |
| Reading                | 72,5        | 43.385  | 31.382     | 58,0    | 42,0       |
| Reigate and Banstead   | 78,2        | 40.181  | 40.980     | 49,5    | 50,5       |
| Rother                 | 79,3        | 23.916  | 33.753     | 41,5    | 58,5       |
| Runnymede              | 76,0        | 20.259  | 24.035     | 45,7    | 54,3       |
| Rushmoor               | 74,1        | 20.384  | 28.396     | 41,8    | 58,2       |
| Sevenoaks              | 80,6        | 32.091  | 38.258     | 45,6    | 54,4       |
| Shepway                | 74,9        | 22.884  | 37.729     | 37,8    | 62,2       |
| Slough                 | 62,1        | 24.911  | 29.631     | 45,7    | 54,3       |
| Southampton            | 68,1        | 49.738  | 57.927     | 46,2    | 53,8       |
| South Bucks            | 78,0        | 20.077  | 20.647     | 49,3    | 50,7       |
| South Oxfordshire      | 80,7        | 46.245  | 37.865     | 55,0    | 45,0       |
| Spelthorne             | 77,9        | 22.474  | 34.135     | 39,7    | 60,3       |
| Surrey Heath           | 79,8        | 25.638  | 26.667     | 49,0    | 51,0       |
| Swale                  | 74,2        | 28.481  | 47.388     | 37,5    | 62,5       |
| Tandridge              | 80,3        | 24.251  | 27.169     | 47,2    | 52,8       |
| Test Valley            | 79,6        | 36.170  | 39.091     | 48,1    | 51,9       |
| Thanet                 | 72,7        | 26.065  | 46.037     | 36,2    | 63,8       |
| Tonbridge and Malling  | 79,6        | 32.792  | 41.229     | 44,3    | 55,7       |
| Tunbridge Wells        | 79,1        | 35.676  | 29.320     | 54,9    | 45,1       |
| Vale of White Horse    | 81,1        | 43.462  | 33.192     | 56,7    | 43,3       |
| Waverley               | 82,3        | 44.341  | 31.601     | 58,4    | 41,6       |
| Wealden                | 80,0        | 44.084  | 52.808     | 45,5    | 54,5       |
| West Berkshire         | 79,9        | 48.300  | 44.977     | 51,8    | 48,2       |
| West Oxfordshire       | 79,7        | 35.236  | 30.435     | 53,7    | 46,3       |
| Winchester             | 81,2        | 42.878  | 29.886     | 58,9    | 41,4       |
| Windsor and Maidenhead | 79,7        | 44.086  | 37.706     | 53,9    | 46,1       |
| Woking                 | 77,4        | 31.007  | 24.214     | 56,2    | 43,8       |
| Wokingham              | 79,2        | 55.272  | 42.229     | 56,7    | 43,3       |
| Worthing               | 75,4        | 28.851  | 32.515     | 47,0    | 53,0       |
| Wycombe                | 75,7        | 49.261  | 45.529     | 52,0    | 48,0       |

#### South West England und Gibraltar
| Region                           | Beteiligung | Stimmen   | Stimmen    | Prozent | Prozent    |
| Region                           | Beteiligung | pro EU    | pro Brexit | pro EU  | pro Brexit |
| -------------------------------- | ----------- | --------- | ---------- | ------- | ---------- |
| South West England und Gibraltar | 76,7        | 1.503.019 | 1.669.711  | 47,37   | 52,63      |

Ergebnisse in der Region South West England:

Die Region South West England (Südwestengland) ist in 38 Stimmbezirke unterteilt.
| Bezirk                       | Beteiligung | Stimmen | Stimmen    | Prozent | Prozent    |
| Bezirk                       | Beteiligung | pro EU  | pro Brexit | pro EU  | pro Brexit |
| ---------------------------- | ----------- | ------- | ---------- | ------- | ---------- |
| Bath and North East Somerset | 77,1        | 60.878  | 44.352     | 57,9    | 42,1       |
| Bournemouth                  | 69,2        | 41.473  | 50.453     | 45,1    | 54,9       |
| Bristol                      | 73,1        | 141.027 | 87.418     | 61,7    | 38,3       |
| Cornwall                     | 77,0        | 140.540 | 182.665    | 43,5    | 56,5       |
| Cheltenham                   | 75,8        | 37.081  | 28.932     | 56,2    | 43,8       |
| Christchurch                 | 79,3        | 12.782  | 18.268     | 41,2    | 58,8       |
| Cotswold                     | 79,8        | 28.015  | 26.806     | 51,1    | 48,9       |
| East Devon                   | 78,9        | 40.743  | 48.040     | 45,9    | 54,1       |
| East Dorset                  | 81,3        | 24.786  | 33.702     | 42,4    | 57,6       |
| Exeter                       | 73,8        | 35.270  | 28.533     | 55,3    | 44,7       |
| Forest of Dean               | 77,4        | 21.392  | 30.251     | 41,4    | 58,6       |
| Gloucester                   | 72,0        | 26.801  | 37.776     | 41,5    | 58,5       |
| Isles of Scilly              | 79,2        | 803     | 621        | 56,4    | 43,6       |
| Mendip                       | 76,9        | 33.427  | 32.028     | 51,1    | 48,9       |
| Mid Devon                    | 79,3        | 22.400  | 25.606     | 46,7    | 53,3       |
| North Dorset                 | 79,7        | 18.399  | 23.802     | 43,6    | 56,4       |
| North Devon                  | 76,8        | 24.931  | 33.100     | 43,0    | 57,0       |
| North Somerset               | 77,4        | 59.572  | 64.976     | 47,8    | 52,2       |
| Plymouth                     | 71,4        | 53.458  | 79.997     | 40,1    | 59,9       |
| Poole                        | 75,3        | 35.741  | 49.707     | 41,8    | 58,2       |
| Purbeck                      | 78,9        | 11.754  | 16.966     | 40,9    | 59,1       |
| Sedgemoor                    | 76,3        | 26.545  | 41.869     | 38,8    | 61,2       |
| South Gloucestershire        | 76,2        | 74.928  | 83.405     | 47,3    | 52,7       |
| South Hams                   | 80,2        | 29.308  | 26.142     | 52,9    | 47,1       |
| South Somerset               | 78,6        | 42.527  | 56.940     | 42,8    | 57,2       |
| Stroud                       | 80,0        | 40.446  | 33.618     | 54,6    | 45,4       |
| Swindon                      | 75,8        | 51.220  | 61.745     | 45,3    | 54,7       |
| Taunton Deane                | 78,1        | 30.944  | 34.789     | 47,1    | 52,9       |
| Teignbridge                  | 79,3        | 37.949  | 44.363     | 46,1    | 53,9       |
| Tewkesbury                   | 79,1        | 25.084  | 28.568     | 46,8    | 53,2       |
| Torbay                       | 73,6        | 27.935  | 47.889     | 36,8    | 63,2       |
| Torridge                     | 78,3        | 16.229  | 25.200     | 39,2    | 60,8       |
| West Dorset                  | 79,4        | 31.924  | 33.267     | 49,0    | 51,0       |
| West Devon                   | 81,2        | 16.658  | 18.937     | 46,8    | 53,2       |
| West Somerset                | 79,1        | 8.566   | 13.168     | 39,4    | 60,6       |
| Wiltshire                    | 78,8        | 137.258 | 151.637    | 47,5    | 52,5       |
| Weymouth and Portland        | 75,8        | 14.903  | 23.352     | 39,0    | 61,0       |

#### Gibraltar

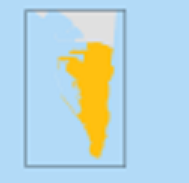

Gibraltar wurde genauso wie bei Wahlen zum Europäischen Parlament zusammen mit der Region Südwest-England ausgezählt. Die jetzige Abstimmung war die erste landesweite Abstimmung, an der Gibraltar teilnahm. Weder beim Wahlrechtsreferendum 2011 noch bei der Abstimmung über die EWG-Mitgliedschaft 1975 hatten die Bewohner Gibraltars teilgenommen.
| Britisches Überseegebiet | Beteiligung | Stimmen | Stimmen    | Prozent | Prozent    |
| Britisches Überseegebiet | Beteiligung | pro EU  | pro Brexit | pro EU  | pro Brexit |
| ------------------------ | ----------- | ------- | ---------- | ------- | ---------- |
| Gibraltar                | 83,5        | 19.322  | 823        | 95,9    | 4,1        |

#### West Midlands
| Region        | Beteiligung | Stimmen   | Stimmen    | Prozent | Prozent    |
| Region        | Beteiligung | pro EU    | pro Brexit | pro EU  | pro Brexit |
| ------------- | ----------- | --------- | ---------- | ------- | ---------- |
| West Midlands | 72          | 1.207.175 | 1.755.687  | 40,74   | 59,26      |

Ergebnisse in der Region West Midlands:

Die Region West Midlands ist in 30 Stimmbezirke unterteilt.
| Bezirk                  | Beteiligung | Stimmen | Stimmen    | Prozent | Prozent    |
| Bezirk                  | Beteiligung | pro EU  | pro Brexit | pro EU  | pro Brexit |
| ----------------------- | ----------- | ------- | ---------- | ------- | ---------- |
| Birmingham              | 63,7        | 223.451 | 227.251    | 49,6    | 50,4       |
| Bromsgrove              | 79,3        | 26.252  | 32.563     | 44,6    | 55,4       |
| Cannock Chase           | 71,4        | 16.684  | 36.894     | 31,1    | 68,9       |
| Coventry                | 69,2        | 67.967  | 85.097     | 44,4    | 55,6       |
| Dudley                  | 71,7        | 56.780  | 118.446    | 32,4    | 67,6       |
| East Staffordshire      | 74,3        | 22.850  | 39.266     | 36,8    | 63,2       |
| Herefordshire           | 78,3        | 44.148  | 64.122     | 40,8    | 59,2       |
| Lichfield               | 78,7        | 26.064  | 37.214     | 41,2    | 58,8       |
| Malvern Hills           | 80,5        | 23.203  | 25.294     | 47,8    | 52,2       |
| Newcastle-under-Lyme    | 74,3        | 25.477  | 43.457     | 37,0    | 63,0       |
| North Warwickshire      | 76,2        | 12.569  | 25.385     | 33,1    | 66,9       |
| Nuneaton and Bedworth   | 74,3        | 23.736  | 46.095     | 34,0    | 66,0       |
| Redditch                | 75,2        | 17.303  | 28.579     | 37,7    | 62,3       |
| Rugby                   | 79,0        | 25.350  | 33.199     | 43,3    | 56,7       |
| Sandwell                | 66,5        | 49.004  | 98.250     | 33,3    | 66,7       |
| Shropshire              | 77,3        | 78.987  | 104.166    | 43,1    | 56,9       |
| Solihull                | 76,0        | 53.466  | 68.484     | 43,8    | 56,2       |
| South Staffordshire     | 77,8        | 23.444  | 43.248     | 35,2    | 64,8       |
| Stafford                | 77,8        | 34.098  | 43.386     | 44,0    | 56,0       |
| Staffordshire Moorlands | 75,3        | 21.076  | 38.684     | 35,3    | 64,7       |
| Stoke-on-Trent          | 65,7        | 36.027  | 81.563     | 30,6    | 69,4       |
| Stratford-on-Avon       | 80,8        | 38.341  | 40.817     | 48,4    | 51,6       |
| Tamworth                | 74,1        | 13.705  | 28.424     | 32,5    | 67,5       |
| Telford and Wrekin      | 72,1        | 32.954  | 56.649     | 36,8    | 63,2       |
| Walsall                 | 69,6        | 43.572  | 92.007     | 32,1    | 67,9       |
| Warwick                 | 79,2        | 47.976  | 33.642     | 58,8    | 41,2       |
| Wolverhampton           | 67,5        | 44.138  | 73.798     | 37,4    | 62,6       |
| Worcester               | 73,8        | 25.125  | 29.114     | 46,3    | 53,7       |
| Wychavon                | 80,8        | 32.188  | 44.201     | 42,1    | 57,9       |
| Wyre Forest             | 74,0        | 21.240  | 36.392     | 36,9    | 63,1       |

#### Yorkshire and the Humber
| Region                   | Beteiligung | Stimmen   | Stimmen    | Prozent | Prozent    |
| Region                   | Beteiligung | pro EU    | pro Brexit | pro EU  | pro Brexit |
| ------------------------ | ----------- | --------- | ---------- | ------- | ---------- |
| Yorkshire and the Humber | 70,7        | 1.158.298 | 1.580.937  | 42,29   | 57,71      |

Ergebnisse in der Region Yorkshire and the Humber:

Die Region Yorkshire and the Humber zerfällt in 21 Stimmbezirke.
| Bezirk                   | Beteiligung | Stimmen | Stimmen    | Prozent | Prozent    |
| Bezirk                   | Beteiligung | pro EU  | pro Brexit | pro EU  | pro Brexit |
| ------------------------ | ----------- | ------- | ---------- | ------- | ---------- |
| Barnsley                 | 69,9        | 38.951  | 83.958     | 31,7    | 68,3       |
| Bradford                 | 66,7        | 104.575 | 123.913    | 45,8    | 54,2       |
| Calderdale               | 71,0        | 46.950  | 58.975     | 44,3    | 55,7       |
| Craven                   | 81,0        | 16.930  | 18.961     | 47,2    | 52,8       |
| Doncaster                | 69,5        | 46.922  | 104.260    | 31,0    | 69,0       |
| East Riding of Yorkshire | 74,9        | 78.779  | 120.136    | 39,6    | 60,4       |
| Hambleton                | 78,4        | 25.480  | 29.502     | 46,3    | 53,7       |
| Harrogate                | 78,8        | 48.211  | 46.374     | 51,0    | 49,0       |
| Kingston upon Hull       | 62,9        | 36.709  | 76.646     | 32,4    | 67,6       |
| Kirklees                 | 70,8        | 98.485  | 118.759    | 45,3    | 55,7       |
| Leeds                    | 71,3        | 194.863 | 192.474    | 50,3    | 49,7       |
| North East Lincolnshire  | 67,9        | 23.797  | 55.185     | 30,1    | 69,9       |
| North Lincolnshire       | 71,9        | 29.947  | 58.915     | 33,7    | 66,3       |
| Richmondshire            | 75,1        | 11.945  | 15.691     | 43,2    | 56,8       |
| Rotherham                | 69,5        | 44.115  | 93.272     | 32,1    | 67,9       |
| Ryedale                  | 77,2        | 14.340  | 17.710     | 44,7    | 55,3       |
| Scarborough              | 73,0        | 22.999  | 37.512     | 38,0    | 62,0       |
| Selby                    | 79,1        | 21.071  | 30.532     | 40,8    | 59,2       |
| Sheffield                | 67,3        | 130.735 | 136.018    | 49,0    | 51,0       |
| Wakefield                | 71,1        | 58.877  | 116.165    | 33,6    | 66,4       |
| York                     | 70,6        | 63.617  | 45.983     | 58,0    | 42,0       |

### Nordirland

Ergebnisse in Nordirland:

Nordirland wurde als einzelne Stimmregion behandelt.
| Stimmregion | Beteiligung | Stimmen | Stimmen    | Prozent | Prozent    |
| Stimmregion | Beteiligung | pro EU  | pro Brexit | pro EU  | pro Brexit |
| ----------- | ----------- | ------- | ---------- | ------- | ---------- |
| Nordirland  | 62,7        | 440.707 | 349.442    | 55,8    | 44,2       |

Die Stimmergebnisse wurden für die 18 Unterhauswahlkreise Nordirlands (die mit den Wahlkreisen zur Nordirland-Versammlung übereinstimmen) bekanntgegeben.
| Wahlkreis                  | Beteiligung | Stimmen | Stimmen    | Prozent | Prozent    |
| Wahlkreis                  | Beteiligung | pro EU  | pro Brexit | pro EU  | pro Brexit |
| -------------------------- | ----------- | ------- | ---------- | ------- | ---------- |
| Belfast East               | 65,8        | 20.278  | 21.918     | 48,1    | 51,9       |
| Belfast North              | 57,5        | 20.128  | 19.844     | 50,4    | 49,6       |
| Belfast South              | 67,6        | 30.960  | 13.596     | 69,5    | 30,5       |
| Belfast West               | 48,9        | 23.099  | 8.092      | 74,1    | 25,9       |
| East Antrim                | 65,2        | 18.616  | 22.929     | 44,8    | 55,2       |
| East Londonderry           | 59,69       | 21.098  | 19.453     | 52,0    | 48,0       |
| Fermanagh and South Tyrone | 67,82       | 28.200  | 19.958     | 58,6    | 41,4       |
| Foyle                      | 57,4        | 32.064  | 8.905      | 78,26   | 21,74      |
| Lagan Valley               | 66,6        | 22.710  | 25.704     | 46,91   | 53,09      |
| Mid Ulster                 | 61,56       | 25.612  | 16.799     | 60,4    | 39,6       |
| Newry and Armagh           | 63,94       | 31.963  | 18.659     | 62,9    | 37,1       |
| North Antrim               | 64,9        | 18.782  | 30.938     | 37,8    | 62,2       |
| North Down                 | 67,7        | 23.131  | 21.046     | 52,4    | 47,6       |
| South Antrim               | 63,12       | 21.498  | 22.055     | 49,4    | 50,6       |
| South Down                 | 62,22       | 32.076  | 15.625     | 67,2    | 32,8       |
| Strangford                 | 64,5        | 18.727  | 23.383     | 44,5    | 55,5       |
| Upper Bann                 | 63,64       | 24.550  | 27.262     | 47,4    | 52,6       |
| West Tyrone                | 61,8        | 26.765  | 13.274     | 66,85   | 33,15      |

### Schottland
| Land       | Beteiligung | Stimmen   | Stimmen    | Prozent | Prozent    |
| Land       | Beteiligung | pro EU    | pro Brexit | pro EU  | pro Brexit |
| ---------- | ----------- | --------- | ---------- | ------- | ---------- |
| Schottland | 67,2        | 1.661.191 | 1.018.322  | 62,0    | 38,0       |

Ergebnisse in Schottland:

Schottland ist in 32 Wahlbezirke unterteilt, die den Council Areas entsprechen.
| Unitary Authorities in Schottland | Beteiligung | Stimmen | Stimmen    | Prozent | Prozent    |
| Unitary Authorities in Schottland | Beteiligung | pro EU  | pro Brexit | pro EU  | pro Brexit |
| --------------------------------- | ----------- | ------- | ---------- | ------- | ---------- |
| Aberdeen                          | 67,9        | 63.985  | 40.729     | 61,1    | 38,9       |
| Aberdeenshire                     | 70,6        | 76.445  | 62.516     | 55,0    | 45,0       |
| Angus                             | 68,0        | 32.747  | 26.511     | 55,3    | 44,7       |
| Argyll and Bute                   | 73,1        | 29.494  | 19.202     | 60,6    | 39,4       |
| Clackmannanshire                  | 67,2        | 14.691  | 10.736     | 57,8    | 42,2       |
| Dumfries and Galloway             | 71,4        | 43.864  | 38.803     | 53,1    | 46,9       |
| Dundee                            | 62,9        | 39.688  | 26.697     | 59,8    | 40,2       |
| East Ayrshire                     | 62,9        | 33.891  | 23.942     | 58,6    | 41,4       |
| East Dunbartonshire               | 75,1        | 44.534  | 17.840     | 71,4    | 28,6       |
| East Lothian                      | 71,7        | 36.026  | 19.738     | 64,6    | 35,4       |
| East Renfrewshire                 | 76,1        | 39.345  | 13.596     | 74,3    | 25,7       |
| Edinburgh                         | 72,9        | 187.796 | 64.498     | 74,4    | 25,6       |
| Falkirk                           | 67,5        | 44.987  | 34.271     | 56,8    | 43,2       |
| Fife                              | 66,7        | 106.754 | 75.466     | 58,6    | 41,4       |
| Glasgow                           | 56,2        | 168.335 | 84.474     | 66,6    | 33,4       |
| Highland                          | 71,6        | 70.308  | 55.349     | 56,0    | 44,0       |
| Inverclyde                        | 66,0        | 24.688  | 14.010     | 63,8    | 36,2       |
| Midlothian                        | 68,1        | 28.217  | 17.251     | 62,1    | 37,9       |
| Moray                             | 67,4        | 24.114  | 23.992     | 50,1    | 49,9       |
| North Ayrshire                    | 64,6        | 38.394  | 39.110     | 56,9    | 43,1       |
| North Lanarkshire                 | 60,9        | 95.549  | 59.400     | 61,7    | 38,3       |
| Perth and Kinross                 | 73,7        | 49.641  | 31.614     | 61,1    | 38,9       |
| Renfrewshire                      | 69,2        | 57.119  | 31.010     | 64,8    | 35,2       |
| Scottish Borders                  | 73,4        | 37.952  | 26.962     | 58,5    | 41,5       |
| Stirling                          | 74,0        | 33.112  | 15.787     | 67,7    | 32,3       |
| South Lanarkshire                 | 65,3        | 102.568 | 60.024     | 63,1    | 36,9       |
| South Ayrshire                    | 69,8        | 39.265  | 29.241     | 59,0    | 41,0       |
| West Dunbartonshire               | 63,9        | 26.794  | 16.426     | 62,0    | 38,0       |
| West Lothian                      | 67,6        | 51.560  | 36.948     | 58,3    | 41,7       |
| Äußere Hebriden                   | 70,1        | 8.232   | 6.671      | 55,2    | 44,8       |
| Orkney                            | 68,3        | 7.189   | 4.193      | 63,2    | 36,8       |
| Shetland                          | 70,3        | 6.907   | 5.315      | 56,5    | 43,5       |

### Wales
| Stimmbezirk | Beteiligung | Stimmen | Stimmen    | Prozent | Prozent    |
| Stimmbezirk | Beteiligung | pro EU  | pro Brexit | pro EU  | pro Brexit |
| ----------- | ----------- | ------- | ---------- | ------- | ---------- |
| Wales       | 71,7        | 772.347 | 854.372    | 47,5    | 52,5       |

Ergebnisse in Wales:

Die 22 Stimmbezirke entsprechen den Principal Areas von Wales.
| Council Area                     | Beteiligung | Stimmen | Stimmen    | Prozent | Prozent    |
| Council Area                     | Beteiligung | pro EU  | pro Brexit | pro EU  | pro Brexit |
| -------------------------------- | ----------- | ------- | ---------- | ------- | ---------- |
| Anglesey                         | 73,8        | 18.618  | 19.333     | 49,1    | 50,9       |
| Blaenau Gwent County Borough     | 68,1        | 13.215  | 23.587     | 38,0    | 62,0       |
| Bridgend County Borough          | 71,1        | 33.723  | 40.622     | 45,4    | 54,6       |
| Caerphilly County Borough        | 70,7        | 39.178  | 53.295     | 42,4    | 57,6       |
| Carmarthenshire                  | 74,0        | 47.654  | 55.381     | 46,3    | 53,7       |
| Ceredigion                       | 74,4        | 21.711  | 18.031     | 54,6    | 45,4       |
| City and County of Cardiff       | 69,6        | 101.788 | 67.816     | 60,0    | 40,0       |
| City and County of Swansea       | 69,5        | 58.307  | 61.936     | 48,5    | 51,5       |
| City of Newport                  | 70,2        | 32.413  | 41.326     | 44,0    | 56,0       |
| Conwy                            | 71,7        | 30.147  | 35.357     | 46,0    | 54,0       |
| Denbighshire                     | 69,1        | 23.955  | 28.117     | 46,0    | 54,0       |
| Flintshire                       | 74,8        | 37.867  | 48.930     | 43,6    | 56,4       |
| Gwynedd                          | 72,3        | 35.517  | 25.665     | 58,1    | 41,9       |
| Merthyr Tydfil County Borough    | 67,4        | 12.574  | 16.291     | 43,6    | 56,4       |
| Monmouthshire                    | 77,7        | 28.061  | 27.569     | 50,4    | 49,6       |
| Neath Port Talbot County Borough | 71,5        | 32.651  | 43.001     | 43,2    | 56,8       |
| Pembrokeshire                    | 74,4        | 29.367  | 39.155     | 42,9    | 57,1       |
| Powys                            | 77,0        | 36.762  | 42.707     | 46,3    | 53,7       |
| Rhondda Cynon Taf                | 67,4        | 53.973  | 62.590     | 46,3    | 53,7       |
| Torfaen                          | 69,8        | 19.363  | 28.781     | 40,2    | 59,8       |
| Vale of Glamorgan                | 76,1        | 36.681  | 35.628     | 50,3    | 49,1       |
| Wrexham County Borough           | 71,5        | 28.822  | 41.544     | 41,0    | 59,0       |